# Wilhelm K. Aicher
Wilhelm Karl Aicher (* 1958) ist ein deutscher Molekularbiologe.

## Leben
Wilhelm K. Aicher studierte Biochemie an der Eberhard-Karls-Universität Tübingen (1980–1985) und der Ludwig-Maximilians-Universität München (1983–1984). In München war er am Max-Planck-Institut für Biochemie tätig. Nach seiner Diplomarbeit am Max-Planck-Institut für Entwicklungsbiologie in Tübingen wurde er 1990 mit der Arbeit „Cellular and molecular analysis of the IgA, Fc-receptor on murine T cells“ zum Dr. rer. nat.  promoviert. Er war anschließend als Post-Doktorand an der University of Alabama at Birmingham, zunächst im Departement Mikrobiologie, später am Departement Rheumatologie. Von 1992 bis 1996 war er Wissenschaftlicher Assistent am Universitätsklinikum und Max-Planck-Institut für Immunbiologie in Freiburg.
1996 wurde er Biochemischer Laborleiter des Zellbiologisches Forschungslabor der Orthopädischen Universitätsklinik Tübingen. 1999 wurde er mit der Schrift „Regulation der Expression und funktionelles Potential des Transkriptionsfaktors Egr-1“ an der Medizinischen Fakultät der Universität Tübingen habilitiert.
2005 wurde er zum außerplanmäßigen Professor für Molekulare Medizin an der Tübinger Universität ernannt. Er ist zudem stellvertretender Direktor des Zentrums für Regenerationsbiologie und Regenerative Medizin (zrm) der Universität Tübingen. Forschungsschwerpunkt ist unter anderem die Regeneration von Knorpel, um biomechanischen und metabolischen Besonderheiten im Gelenk standzuhalten, sowie die Isolierung und Charakterisierung von Signal- und Botenstoffen aus den Zellkulturen. Ziel ist die Herstellung von Biomaterialien für Autologe Chondrozyten-Transplantation (ACT). Von 2012 bis 2015 leitete er die Klinische Forschergruppe 273 an der Universitätsklinik für Urologie in Tübingen. 2014 wurde er zum Universitätsprofessor für Experimentelle Urologie berufen.
Er ist seit 1982 Mitglied der katholischen Studentenverbindung AV Cheruskia Tübingen im CV.